# Parkland (Washington)
Parkland az Amerikai Egyesült Államok északnyugati részén, Washington állam Pierce megyéjében elhelyezkedő statisztikai település. A 2010. évi népszámlálási adatok alapján 35 803 lakosa van.

## Népesség
A település népességének változása:
| Lakosok száma | 23 355 | 20 882 | 24 053 | 35 803 | 38 623 |
|               | 1980   | 1990   | 2000   | 2010   | 2020   |

## Oktatás
A település iskoláinak fenntartója a Franklin Pierce Tankerület. Parkland a Csendes-óceáni Evangélikus Egyetem székhelye.

## Fordítás
- Ez a szócikk részben vagy egészben  a   Parkland, Washington című angol Wikipédia-szócikk ezen változatának fordításán alapul.  Az eredeti cikk szerkesztőit annak laptörténete sorolja fel. Ez a jelzés csupán a megfogalmazás eredetét és a szerzői jogokat jelzi, nem szolgál a cikkben szereplő információk forrásmegjelöléseként.